# Julius List
Alfred Julius Eduard List (* 19. Dezember 1864 in München; † 31. Oktober 1914 in Gheluvelt, Westflandern) war ein bayerischer Oberst und Kommandeur des Reserve-Infanterie-Regiments 16, in dem auch Adolf Hitler während des Ersten Weltkriegs als Soldat diente.

## Leben
List war der Sohn eines Studieninspektors und Professors am Kadettenkorps.
Er besuchte bis zum Abitur 1882 das Wilhelmsgymnasium München und trat anschließend als Dreijährig-Freiwilliger in das 1. Infanterie-Regiment „König“ der Bayerischen Armee ein. Am 24. März 1883 wurde er zum Fähnrich ernannt und am 24. März 1885 zum Leutnant befördert. Als solcher war List ab 1889 Bataillonsadjutant.  Von 1892 bis 1895 absolvierte er die Kriegsakademie, die ihm die Qualifikation für die Höhere Adjutantur und das Lehrfach aussprach. Anschließend wurde List Adjutant der 1. Infanterie-Brigade und am 28. Oktober 1899 zum Hauptmann befördert. Er kehrte 1901 als Kompaniechef in sein Stammregiment zurück, verblieb dort bis 1905 und wurde dann Adjutant des Generalkommandos des III. Armee-Korps. In dieser Stellung folgte am 26. Oktober 1906 seine Beförderung zum Major sowie 1908 seine Rückversetzung in das 1. Infanterie-Regiment „König“. Hier war List als Bataillonskommandeur tätig, wurde am 7. März 1912 Oberstleutnant und als solcher zum Stab des 12. Infanterie-Regiments „Prinz Arnulf“ versetzt. Am 27. März 1913 wurde er schließlich Kommandeur des Landwehrbezirks I München sowie am 7. Januar 1914 zum Oberst befördert.
Nach Ausbruch des Ersten Weltkriegs ernannte man ihn am 5. September 1914 zum Kommandeur des neu aufgestellten Reserve-Infanterie-Regiments 16. List wurde bereits zu Anfang des Fronteinsatzes seines Regiments bei der dreitägigen Schlacht von Gheluvelt am 31. Oktober 1914 schwer in der Brust verwundet und starb am selben Tag an seiner Schrapnellverletzung im Schlosspark von Gheluvelt. Dort wurde er auch zunächst begraben. Nach dem Krieg bettete man ihn um. Seine Gebeine ruhen heute auf der Kriegsgräberstätte Langemark in einem Massengrab.
1939 erhielt das Infanterie-Regiment 199 der Wehrmacht den Beinamen List, was als Ausdruck des Personenkults um Hitler in der NS-Zeit angesehen werden kann.